# Fotogrammetri
Fotogrammetri är ett teknikområde som avser konsten att göra mätningar av tre-dimensionella positioner hos objekt i världen utifrån två eller flera fotografiska eller digitala bilder. 
Fotogrammetri används för topografiska kartor, inom arkitektur, inom kriminologi, geologi, deformationsmätningar inom industri och byggande samt inom arkeologi för att snabbt bygga upp kartor över utgrävningsområden. Fotogrammetriska metoder med dess nära relaterade metoder i datorseende används också inom filmproduktion för att sätta samman verkliga bilder med datorgrafik.
Aimé Laussedat anses vara skapare av fotogrammetrin. Han applicerade tekniken första gången 1849 på Hôtel des Invalides i Paris.

## Stereofotogrammetri

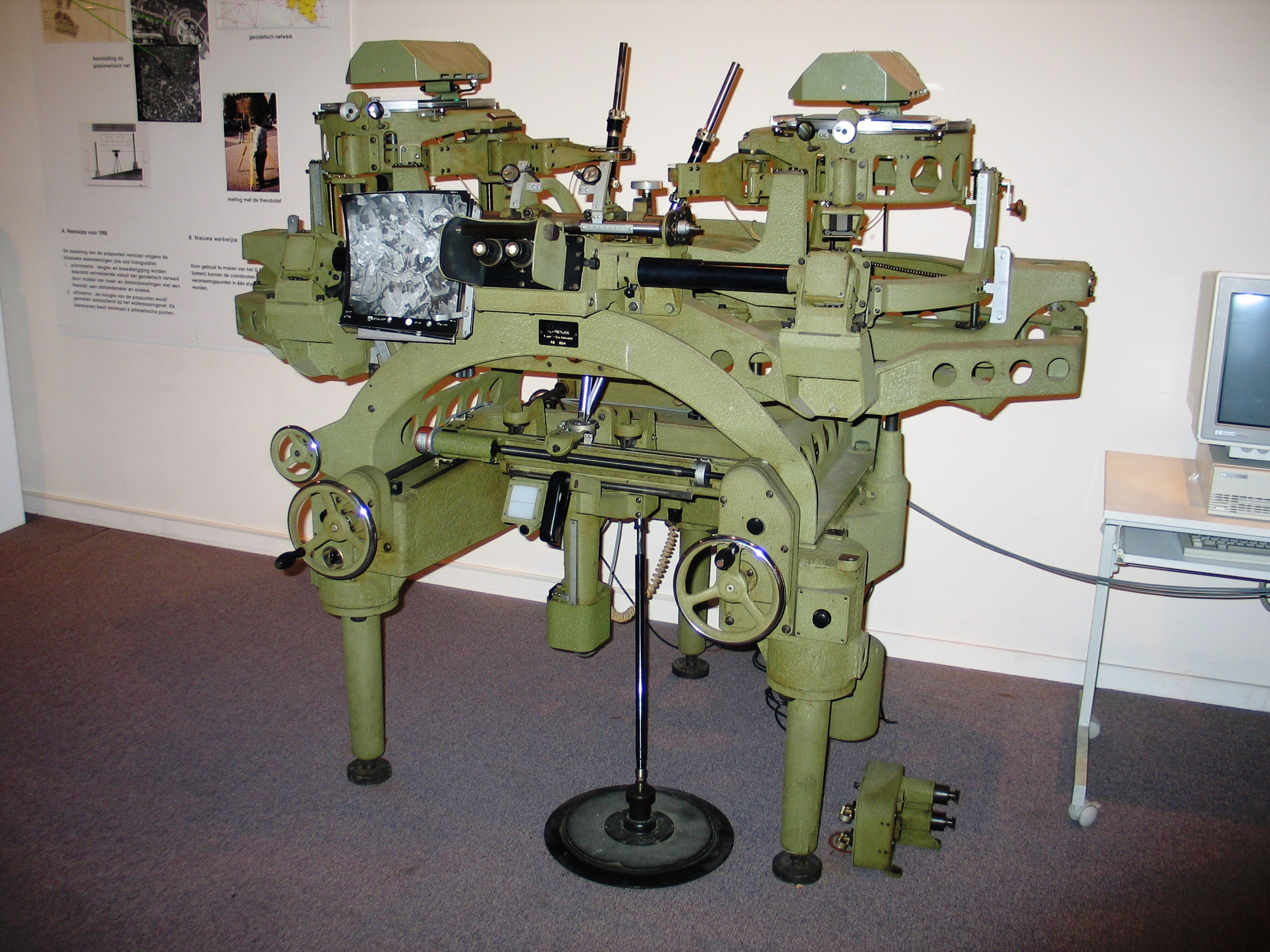
Wild A8, ett äldre analogt stereoinstrument. Här är instrumentet dock utrustat med digitaliseringsutrustning för karteringen. I ursprungsversionen kopplades ett analogt ritbord till instrumentet.

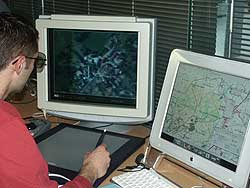
Ett relativt modernt digitalt "instrument". Skärmen till vänster är utrustad med ett filter som skapar två bilder för stereobetraktningen. Operatören har glasögon med polaroidlinser.

Den vanligaste fotogrammetriska metoden, stereofotogrammetri, använder sig av stereobilder, så kallade bildpar, som i regel är tagna med minst 60% övertäckning, eller överlappning, och betraktas i stereo.  Stereofotogrammetrin brukar indelas i markfotogrammetri med bilder tagna på marken och flygfotogrammetri, eller stereokartering, med bilder tagna från luften.  För att kunna göra noggranna mätningar i bilderna krävs att man känner till kamerans egenskaper, passar in bilderna mot varandra och, om man skall kunna koppla ihop mätningarna till ett koordinatsystem, att man mäter in punkter med kända koordinater.  De tre stegen kallas inre orientering, relativ orientering och absolut orientering.

### Inre orientering
Den inre orienteringen består i huvudsak av att man fastställer kamerans geometriska egenskaper genom kalibrering av den.  Det man främst är ute efter är kamerakonstanten, som är avståndet mellan bildplanet och objektivets optiska centrum, och som sammanfaller med objektivets brännvidd endast vid fotografering på oändligt avstånd.  Ofta vill man kunna mäta i bilderna med väldigt hög noggrannhet och då krävs även att man känner till kamerans felteckning som medför att detaljer i bilden felaktigt är förskjutna radiellt, längs en linje från bildens mitt.

### Relativ orientering, modeller och block
Den relativa orienteringen består i att man orienterar bilderna relativt varandra, det vill säga att man vrider och förflyttar bilderna i förhållande till varandra tills detaljer i de båda bilderna sammanfaller när man betraktar dem i stereo.  Ett bildpar som lagts ihop på detta sätt skapar en stereomodell. Modellerna är överlappande, vilket ger att om två bilder blir en modell så blir tre bilder två modeller.  Flera modeller läggs sedan ihop till block.

### Absolut orientering
Absolut orientering innebär att punkter i modellerna eller blocken anpassas till punkter, de flesta med kända koordinater i det som fotograferats.  Vid flygfotografering sker detta genom så kallad blocktriangulering och punkterna är då signalerade.  När man känner till bildernas förhållande till ett koordinatsystem kan man förflytta, vrida och skala dem eller mäta värden i bilderna så att man kan koppla mätningarna i bilderna mot ett känt koordinatsystem.

### Stereofotogrammetriska metoder
De metoder som används vid stereofotogrammetri brukar indelas i analog, analytisk och digital fotogrammetri.
- Analog fotogrammetri återskapar bildorienteringarna mekaniskt eller optiskt i analoga stereoinstrument.
- Analytisk fotogrammetri återskapar dessa matematiskt och bilderna korrigeras mekaniskt i sina bildhållare under mätningar i ett analytiska stereoinstrument.
- Digital fotogrammetri använder enbart digitala metoder för att återskapa och presentera bildgeometrier.